# Opatření
Opatření je procesní akt, kterým se určitá konkrétní věc nekončí, pouze se zabezpečují některé záležitosti v zájmu jejího vyřízení. Tím se liší od rozhodnutí. Může, ale nemusí mít formu usnesení.
Úplně jinými opatřeními jsou zákonné opatření Senátu, které je právním předpisem, a opatření obecné povahy, které se mu svou povahou blíží.

## Některá zvláštní opatření
- předběžné opatření
- ochranné opatření
- vazba
- neodkladná opatření
- mimořádná veterinární opatření